# El Mezeraa
El Mezeraa est une commune de la wilaya de Tébessa en Algérie.